# Стрелец, Анатолий Иванович
Анато́лий Ива́нович Стреле́ц (род. 13 декабря 1941) — советский украинский легкоатлет, специалист по бегу на длинные дистанции и марафону. Выступал на всесоюзном уровне в 1970-х годах, бронзовый призёр чемпионата СССР, чемпион Украинской ССР, победитель Пробега на приз газеты «Труд», участник чемпионата Европы в Риме. Представлял Запорожье и спортивное общество «Авангард». Тренер по лёгкой атлетике.

## Биография
Анатолий Стрелец родился 13 декабря 1941 года. Занимался лёгкой атлетикой в Запорожье, выступал за Украинскую ССР и добровольное спортивное общество «Авангард».
Впервые заявил о себе на всесоюзном уровне в сезоне 1973 года, когда занял 16-е место на чемпионате СССР по марафону в Москве (2:21:31) и одержал победу на чемпионате Украины по марафону в Ужгороде (2:17:21).
В 1974 году превзошёл всех соперников в 30-километровом Пробеге на приз газеты «Труд» в Москве, с результатом 2:16:06.6 завоевал бронзовую награду на чемпионате СССР по марафону в Клайпеде. Благодаря череде успешных выступлений удостоился права защищать честь страны на чемпионате Европы в Риме — в программе марафона показал время 2:34:56, расположившись в итоговом протоколе соревнований на 22-й строке.
В 1975 году с результатом 2:16:19 финишировал шестым на чемпионате Украины по марафону в Ужгороде.
В 1976 году стал шестым в 25-километровом пробеге Paderborner Osterlauf в немецком Падерборне, с результатом 2:17:20.8 победил на чемпионате Украины по марафону в Ужгороде.
В мае 1977 года занял седьмое место на марафоне в Клайпеде (2:17:04).
После завершения спортивной карьеры в течение многих лет работал тренером по лёгкой атлетике в Запорожье. Среди его воспитанниц чемпионка СССР, двукратная победительница Лос-Анджелесского марафона Любовь Клочко.